# Бекешчабский район
Бекешчабский район (венг. Békéscsabai kistérség) — район медье Бекеш, Венгрия. В состав район входит 7 населённых пунктов, в которых проживает 77 277 жителей. Администрация района располагается в городе Бекешчаба. Данный район — самый густонаселённый район медье, являясь самым крупным по численности районом медье и предпоследним по площади. Столица района, город Бекешчаба, также является столицей медье.

## Населённые пункты
| Название      | Оригинальное название | Площадь (км²) | Население |
| ------------- | --------------------- | ------------- | --------- |
| Бекешчаба     | Békéscsaba            | 193,94        | 65 206    |
| Добоз         | Doboz                 | 54,47         | 4563      |
| Кетшопронь    | Kétsoprony            | 51,24         | 1594      |
| Телекгерендаш | Telekgerendás         | 72,37         | 1665      |
| Сабадкидьош   | Szabadkígyós          | 45,56         | 3023      |
| Уйкидьош      | Újkígyós              | 54,92         | 5723      |
| Чабасабади    | Csabaszabadi          | 32,71         | 380       |